# Carlton Communications
Carlton Communications plc var ett brittiskt medieföretag med verksamhet inom programproduktion, programdistribution och biografreklam. Sedan 2004 är företag en del av ITV plc.
1993 började Carlton Television sända i London på vardagar efter att ha fått Channel 3-licensen 1991/1992. Under de följande åren köpte Carlton även Central Independent Television och Westcountry Television för att år 1999 lansera en "corporate identity", det vill säga ett gemensamt grafiskt yttre, på alla tre stationerna. År 2001 köptes även HTV. Den 2 februari 2004 fusionerade Carlton Communications plc med Granada plc och bildade ITV plc.